# Slobodan Rajković
Slobodan Rajković (Servisch: Слободан Рајковић) (Belgrado, 3 februari 1989) is een Servische voetballer doe doorgaans als centrale verdediger speelt. Rajković debuteerde in 2008 in het Servisch voetbalelftal.

## Clubcarrière
Rajković stroomde door vanuit de jeugd van OFK Belgrado. Hij behoorde hier op vijftienjarige leeftijd bij het eerste elftal en speelde zes wedstrijden in het seizoen 2005/06. In 2005 tekende hij een contract bij Chelsea voor een recordbedrag voor een zestienjarige van 5,2 miljoen euro. Rajković werd tot het seizoen 2006/07 door Chelsea bij OFK Belgrado gestald, waar hij op huurbasis nog 31 wedstrijden speelde.
Chelsea wilde Rajković op een hoger niveau laten spelen, om zich zo te laten ontwikkelen. Met als gevolg dat de club uit Londen hem verhuurde aan PSV Eindhoven. Hij maakte zijn debuut in een wedstrijd tegen Heracles Almelo, die eindigde in 0-2. Met PSV werd hij landskampioen in het seizoen 2007/08. In de zomer van 2008 verhuurde Chelsea hem aan FC Twente.
Op 4 september 2008 werd Rajković door de FIFA geschorst, omdat hij tijdens de Olympische zomerspelen in Peking naar scheidsrechter Abdullah Al Hilali zou hebben gespuwd. Het was de eerste keer dat de FIFA een speler schorste voor wedstrijden buiten interlands. FC Twente, Chelsea en de Servische voetbalbond tekenden beroep aan tegen de schorsing. Op 19 november 2008 maakte de FIFA bekend dat Rajković per direct weer voor FC Twente uit mocht komen. Zijn schorsing voor het nationale elftal bleef. Uiteindelijk speelde hij dat jaar nog dertien competitieduels voor FC Twente, waarin hij eenmaal scoorde. Ook in seizoen 2009/10 werd Rajković verhuurd aan de Tukkers. Bij de start van het jaar had hij een basisplaats op de linksbackpositie. Een blessure gooide echter roet in het eten, waarna het voor hem moeilijk werd om in een draaiend elftal een plek te veroveren. Uiteindelijk speelde hij dat seizoen tien competitieduels voor de Tukkers, die dat jaar landskampioen van Nederland werden. Aan het eind van seizoen 2009/10 besloot Chelsea om de optie in zijn contract te lichten, waardoor hij tot medio 2012 onder contract kwam te staan bij de Londenaren. De Engelse club verhuurde hem in het seizoen 2010/11 aan Vitesse. Rajković werd aanvoerder van het team en speelde in totaal 24 wedstrijden dat seizoen. Na het seizoen werd hij door de supporters verkozen tot Vitesse-speler van het jaar.
Op verzoek van de toenmalige Chelsea-trainer André Villas-Boas mocht Rajković in de voorbereiding op het seizoen 2011/12 meetrainen bij Chelsea. Op 12 juli 2011 maakte hij zijn officieuze debuut voor Chelsea, in een vriendschappelijke wedstrijd tegen Wycombe Wanderers FC achter gesloten deuren. In die wedstrijd maakte hij Chelsea's derde goal. Vier jaar na het tekenen van zijn contract bij Chelsea was Rajković nog steeds niet in het bezit van een werkvergunning. Hij mocht daarom niet spelen in een wedstrijd tegen Portsmouth FC.
Op 23 augustus 2011 tekende Rajković een contract bij Hamburger SV. De club betaalde Chelsea twee miljoen euro. Medio juli 2012 werd bekend dat Rajković op een training van HSV slaags was geraakt met Son Heung-Min. Volgens de club was hijzelf de aanstichter. Hierop werd hij teruggezet naar het tweede elftal. Nadat zijn contract bij HSV medio 2015 afliep, vond hij niet direct een nieuwe club. Op 29 september verbond hij zich voor twee seizoenen aan SV Darmstadt 98.

## Statistieken
| Seizoen | Club                  | Competitie           | Wedstrijden | Doelpunten |
| ------- | --------------------- | -------------------- | ----------- | ---------- |
| 2004/05 | OFK Belgrado          | Meridian Superliga   | 6           | 0          |
| 2005/06 | Chelsea               | Premier League       | 0           | 0          |
| 2005/06 | → OFK Belgrado (huur) | Meridian Superliga   | 20          | 1          |
| 2006/07 | → OFK Belgrado (huur) | Meridian Superliga   | 11          | 0          |
| 2007/08 | → PSV (huur)          | Nederland Eredivisie | 13          | 0          |
| 2008/09 | → FC Twente (huur)    | Nederland Eredivisie | 13          | 1          |
| 2009/10 | → FC Twente (huur)    | Nederland Eredivisie | 10          | 0          |
| 2010/11 | → Vitesse (huur)      | Nederland Eredivisie | 24          | 0          |
| 2011/12 | Hamburger SV          | Bundesliga           | 16          | 1          |
| 2012/13 | Hamburger SV          | Bundesliga           | 13          | 0          |
| 2013/14 | Hamburger SV          | Bundesliga           | 2           | 0          |
| 2014/15 | Hamburger SV          | Bundesliga           | 11          | 1          |
| 2015/16 | SV Darmstadt 98       | Bundesliga           | 15          | 1          |
| 2016/17 | US Palermo            | Serie A              | 4           | 0          |
| 2017/18 | US Palermo            | Serie B              | 16          | 1          |
| 2018/19 | US Palermo            | Serie B              | 30          | 2          |
| 2019/20 | US Palermo            | Serie B              | 12          | 1          |
| 2020/21 | Lokomotiv Moskou      | Premier Liga         | 5           | 0          |
| 2021/22 | FK TSC Bačka Topola   | Superliga            | 5           | 1          |
| 2021/22 | MTK Boedapest FC      | Nemzeti Bajnokság II | 11          | 1          |
| Totaal  | Totaal                | Totaal               | 237         | 11         |

## Interlandcarrière
In de zomer van 2007 kwam hij met Jong Servië in actie op het EK onder 21 in Nederland. In mei 2008 werd Rajković voor het eerst opgeroepen voor het Servische nationaal elftal, dat op 24 mei tot en met 31 mei oefenwedstrijden speelde tegen Ierland, Rusland en Duitsland. Rajković vertegenwoordigde zijn vaderland eveneens bij de Olympische Spelen van 2008 in Peking. Daar werd de selectie onder leiding van bondscoach Miroslav Đukić uitgeschakeld in de groepsronde na nederlagen tegen Ivoorkust (2-4) en Argentinië (0-2) en een gelijkspel tegen Australië (1-1). Hij scoorde in de openingswedstrijd tegen Australië, en maakte een eigen doelpunt in het duel tegen Ivoorkust.

## Erelijst
| Competitie          |        |         |     |     |
| Competitie          | Aantal | Jaren   |     |     |
| PSV                 | PSV    | PSV     | PSV | PSV |
| ------------------- | ------ | ------- | --- | --- |
| Kampioen Eredivisie | 1x     | 2007/08 |     |     |
| FC Twente           |        |         |     |     |
| Kampioen Eredivisie | 1x     | 2009/10 |     |     |